# كرسول زغبي
كرسول زغبي (الاسم العلمي:Crassula pubescens) هو نوع نباتي يتبع جنس الكرسول من فصيلة الكرسولية.